# Ante Cettineo
Ante Cettineo (Trebinje, 17. svibnja 1898. – Split, 9. kolovoza 1956.), hrvatski pjesnik i prevodilac.
U Splitu je polazio pučku školu i klasičnu gimnaziju, a studij slavistike u Pragu i Beogradu.  Diplomirao je povijest jugoslavenskih književnosti 1922. godine u Beogradu. Radio je kao profesor u Klasičnoj gimnaziji u Splitu i Četvrtoj gimnaziji u Beogradu (1944/47.). Pisao je pjesme i prozu, a mnogo je i prevodio, pretežno poeziju, s talijanskoga, španjolskoga, portugalskoga i francuskoga jezika. Surađivao je s mnogim stranim i domaćim novinama. 
Kao pjesnik mediteranskih motiva iznosi blještave sunčane ugođaje idiličnoga svijeta dalmatinskoga pejzaža. U čakavskim pjesmama dao je elegično intonirane slike svojega zavičaja. Upoznat s novijom talijanskom, španjolskom i južnoameričkom poezijom, u razdoblju između dva svjetska rata unosi u svoje pjesme svježu lirsku izražajnost slobodnoga stiha i moderno oblikovanu strukturu. U njegovoj poeziji ima također tragova ekspresionizma te ritmičkih novosti slobodnog stiha, čime je postizao modernost asocijativnoga pjesničkog govora. Neuspjeli su idejno nesređeni neki njegovi pokušaji politički angažirane poezije. Pjesme su mu prevedene na talijanski, francuski, njemački, češki, mađarski i poljski.
Književnim radom Ante Cettinea se bavi književnik akademik Luko Paljetak koji je 1995. godine objavio knjigu Književno djelo Ante Cettinea.